# Sarcophaga diminuta
Sarcophaga diminuta är en tvåvingeart som beskrevs av Thomas 1949. Sarcophaga diminuta ingår i släktet Sarcophaga och familjen köttflugor. Inga underarter finns listade i Catalogue of Life.